# Redonda bordoni
La mariposa braquíptera de Bordón (Redonda bordoni) es una especie de mariposa, de la familia Nymphalidae, que fue descrita por Ángel L. Viloria y Thomasz W. Pyrcz en el 2003, a partir de ejemplares provenientes de los páramos del Batallón y La Negra, en el estado Táchira, Venezuela. Las hembras presentan una gran reducción de las alas y deformación de la nervadura de las mismas, por lo que es un caso único de braquiptería en mariposas. Su hábitat natural está restringido a páramos húmedos y páramos abiertos con pajonales.

## Etimología
El epíteto específico se deriva del apellido del entomólogo italo-venezolano Carlos Bordón Azzali.

## Distribución
R. bordoni es una especie endémica de Venezuela, con una distribución restringida a la unidad montañosa del Batallón y La Negra, entre los estados Táchira y Mérida.

## Biología
R. bordoni muestra un caso extremo de dimorfismo sexual en el tamaño de las alas, solamente superado por su congénere R. frailejona. La reducción alar en las hembras está asociada a una mayor biomasa abdominal y una gran producción de huevos.

## Plantas hospederas
No se conocen las plantas hospederas de R. bordoni, pero se sospecha que las larvas de estas mariposas se alimentan de gramíneas y otras monocotiledóneas abundantes en los ecosistemas que habitan. No se ha logrado estudiar el ciclo de vida completo.

## Comportamiento y ecología
Los machos de R. bordoni tiene un marcado patrón de actividad matutino, y pueden volar en condiciones climáticas adversas, con nubosidad y vientos moderados a fuertes, pero aparentemente permanecen inactivos en horas de la tarde. Las poblaciones están asociadas a pajonales y pastizales parameros de los valles húmedos del Batallón y La Negra.
Los estimados de área de distribución disponibles para esta especie deben ser corregidos para tomar en cuenta la diversidad de taxones actualmente reconocida.

## Conservación
R. bordoni ha sido incluida en el libro rojo de la fauna Venezolana desde el año 2008 en la categoría de especie en peligro de extinción (EN), debido a que su área de distribución está restringida a menos de 180km², y su hábitat es vulnerable al cambio climático, la presión del fuego y la ganadería, incluso dentro de zonas protegidas.